# Lijst van trainers van Waasland-Beveren
Deze lijst omvat de voetbalcoaches die de Belgische club Waasland-Beveren hebben getraind vanaf 1992 tot op heden.
| Seizoen           | Trainer(s) |
| ----------------- | --- |
| 2022/23           | Wim De Decker |
| 2021/22           | Jordi Condom Aulí Marc Schneider (tot 28 februari 2022)                                                                                          |
| 2020/21           | Nicky Hayen |
| 2019/20           | Dirk Geeraerd Arnauld Mercier (tot 23 februari 2020) Adnan Čustović (tot 26 augustus 2019)                                                       |
| 2018/19           | Adnan Čustović Yannick Ferrera (tot 11 november 2018)                                                                                            |
| 2017/18           | Dirk Geeraerd (ad interim) Sven Vermant (tot 9 mei 2018) Johan Van Rumst (ad interim tot 5 januari 2018) Philippe Clement (tot 18 december 2017) |
| 2016/17           | Čedomir Janevski Bart Wilmssen (ad interim tot 7 november 2016) Stijn Vreven (tot 28 oktober 2016)                                               |
| 2015/16           | Stijn Vreven |
| 2014/15           | Guido Brepoels Ronny Van Geneugden (tot 30 december 2014)                                                                                        |
| 2013/14           | Bob Peeters Danny De Maesschalck (ad interim tot 5 november 2013) Glen De Boeck (tot 29 oktober 2013)                                            |
| 2012/13           | Glen De Boeck Dirk Geeraerd (tot 18 november 2012)                                                                                               |
| 2011/12           | Dirk Geeraerd |
| 2010/11           | Dirk Geeraerd |
| Red Star Waasland | |
| 2009/10           | Bart De Roover |
| 2008/09           | Bart De Roover |
| 2007/08           | Rudi Verkempinck |
| 2006/07           | Regi Van Acker Benny Lobijn (tot september 2006)                                                                                                 |
| 2005/06           | Dirk Geeraerd |
| 2004/05           | Danny De Maesschalck Thierry Pister (tot april 2004)                                                                                             |
| 2003/04           | Rudi Verkempinck |
| 2002/03           | Rudi Verkempinck Peter Van Wambeke |
| Red Star Haasdonk | |
| 2001/02           | Peter Van Wambeke |
| 2000/01           | Chris Andries |
| 1999/00           | Chris Andries Franky Janssens |
| 1998/99           | Franky Janssens |
| 1997/98           | Franky Janssens |
| 1996/97           | Franky Janssens |
| 1995/96           | Franky Janssens Dirk Poppe |
| 1994/95           | Dirk Poppe |
| 1993/94           | Dirk Poppe |
| 1992/93           | Willy Verheyen |